# Tanglewood Numbers
Albums de Silver Jews
Bright Flight
(2001) Lookout Mountain, Lookout Sea
(2008)
Tanglewood Numbers est un album de Silver Jews, sorti en 2005.

## L'album
L'album marque le retour des anciens membres de Pavement Stephen Malkmus et Bob Nastanovich. La photographie de la pochette de l'album est de William Eggleston.

### Titres
Tous les titres sont de David Berman, sauf mentions.
1. Punks in the Beerlight (3:31)
2. Sometimes a Pony Gets Depressed (2:37)
3. K-Hole (2:38)
4. Animal Shapes (3:00)
5. I'm Getting Back into Getting Back into You (2:34)
6. How Can I Love You If You Won't Lie Down (2:01)
7. The Poor, the Fair and the Good (David et Cassie Berman (en)) (4:14)
8. Sleeping Is the Only Love (2:56)
9. The Farmer's Hotel (Berman, Stephen Malkmus, Gate Pratt, Jeff Grosfeld) (7:03)
10. There Is a Place (4:19)

### Musiciens
- David Berman
- Brian Kotzur
- Mike Fellows
- Stephen Malkmus
- Bob Nastanovich
- Cassie Berman
- Tony Crow
- Paz Lenchantin
- Azita Youssefi
- Bobby Bare, Jr.
- Will Oldham
- Duane Denison
- Pete Cummings
- William Tyler
- John St. West

## Classements
| Chart (2005)          | Peak position |
| --------------------- | ------------- |
| US Top Heatseekers    | 43            |
| US Independent Albums | 50            |